# Ghettopakke
En ghettopakke er en økonomisk eller politisk plan for at forbedre de sociale forhold i et socialt belastet boligområde (ofte omtalt som en "ghetto").

## Ghettopakker i Danmark
Skiftende danske regeringer har iværksat seks forskellige ghettopakker siden 1994:
- 1994: Ghettopakke

Poul Nyrup Rasmussens regering fremlagde en ghettopakke med 30 initiativer, der skulle hjælpe socialt belastede boligområder.
- 2000: Handlingsplan mod ghettoisering

Regeringen Poul Nyrup Rasmussen IV forstærkede indsatsen "for at undgå yderligere ghettoisering og forslumring". Blandt andet med mere fleksible udlejningsregler for at få en balanceret beboersammensætning. 
- 2004: Strategi mod ghettoisering

Med aftalen indførte Regeringen Anders Fogh Rasmussen I blandt andet en model for anvisning af almene boliger, der gav kommuner mulighed for at afvise kontanthjælpsmodtagere, hvis det øger belastningen af boligafdelingen. Derudover indeholdt planen en række integrationsinitiativer om kriminalitetsforebyggelse og lektiehjælp samt nedsættelsen af et ghettoudvalg med navnet Programbestyrelsen, der i 2008 kom med 15 anbefalinger.
- 2010: Ghettoplan

Ghettopakken i 2010 kom under Regeringen Lars Løkke Rasmussen I og indeholdt 32 forskellige initiativer, blandt andet "strategisk nedrivning af boligblokke", stop for anvisning af flygtninge til ghettoer og mulighed for at give resursestærke beboere fortrinsret. Desuden indeholdt den obligatoriske dagtilbud til tosprogede børn udenfor dagtilbud, flere forældrepålæg, udvidet adgang til tv-overvågning og hurtig behandling af sager med unge uromagere. Pakken blev aftalt af de fleste af Folketingets partier i 2009, fremlagt som lovforslag i 2010 og trådte i kraft ved indgangen til 2011.
- 2013: "Udsatte boligområder – de næste skridt"

Regeringen Helle Thorning-Schmidt I's ghettopakke gav blandt andet boligorganisationerne bedre muligheder for at skride ind overfor lejere, som chikanerer naboer.
- 2018: Ét Danmark uden parallelsamfund. Ingen ghettoer i 2030

1. marts 2018 fremlagde Regeringen Lars Løkke Rasmussen III et udspil med titlen "Ét Danmark uden parallelsamfund. Ingen ghettoer i 2030", som efterfølgende blev udmøntet i seks forskellige delaftaler i Folketinget:
1. En aftale om finansieringen af den samlede indsats, der sker ved at tage 10 mia. kr. fra Landsbyggefonden i perioden 2021-26, til blandt andet renoveringer og nedrivninger i udsatte boligområder.
2. En aftale med krav om, at de områder, der har stået på den såkaldte ghettoliste i fire år i træk - de såkaldt hårdeste ghettoområder – skal nedbringe andelen af almene familieboliger til højst 40 procent inden 2030
3. En aftale om forbud mod at flytte ind i de nævnte "hårdeste ghettoområder" for personer i kontanthjælpssystemet
4. En aftale om obligatorisk læringstilbud til 1-årige i udsatte boligområder og skærpet straf til ledere for pligtforsømmelser
5. En aftale om bedre fordeling af børn i daginstitutioner
6. En aftale om sprogprøver i 0. klasse, styrket forældreansvar og sanktioner over for skoler med dårlige resultater.